# Viri probati
Viri probati (hombres probados) es una expresión, proveniente de la Primera epístola de Clemente (44,2) y retomada por el Concilio Vaticano II (LG 20), con la que el derecho canónico de la iglesia católica se refiere a los hombres casados, de vida cristiana madura y contrastada, a los que, de modo extraordinario, se admite la ordenación sacerdotal.
Se aplica a un número importante de sacerdotes católicos de rito oriental (diferenciado del rito latino), especialmente en la República Checa, que fueron ordenados por la Iglesia clandestina durante el régimen comunista (1945-1989); una situación excepcional (notsituation) a la que se aplica la antigua práctica de la Iglesia Primitiva: los hombres casados que se ordenaban diáconos o presbíteros debían renunciar a nuevos matrimonios en caso de muerte de su esposa. Al resto de los sacerdotes católicos (la gran mayoría) se les aplica el requisito de celibato.

## Viri probati y escasez de sacerdotes
Hasta la Edad Media los hombres casados podían se ordenados sacerdotes en la Iglesia de occidente. En el siglo XXI los viri probati podrían ser una solución para subsanar la escasez de vocaciones sacerdotales que vive la Iglesia Católica. La ordenación de hombres casados podría solventar dicha escasez. Existen zonas del mundo en las que la población no puede asistir a la Santa Misa por su aislamiento y la falta de sacerdotes. Esto ocurre por ejemplo en amplias zonas de la Amazonia en Brasil, donde muchos cristianos pasan años sin poder recibir el sacramento de la eucaristía. Una solución a este problema sería la ordenación de algunos cristianos de la comunidad mediante la fórmula del viri probati. Estos deben ser hombres cristianos adultos y casados que se formarían mediante clases nocturnas o de fines de semana, sin necesidad de asistir durante largos años al seminario como los sacerdotes tradicionales.

## Polémica
Algunos cardenales conservadores se han opuesto tajantemente a la propuesta de separar el celibato del sacerdocio mediante la fórmula del viri probati, ya que consideran que la administración del sacramento del Orden Sacerdotal por ciertas necesidades a hombres casados puede provocar graves consecuencias y una ruptura completa con la tradición apostólica, ya que no se continuaría con un sacerdocio que imita a Jesucristo: obediente, pobre y casto.